# Riera de Canyadó
La riera d'en Canyadó és un curs fluvial intermitent de Badalona. Inicia el seu curs quan s'ajunten a la plana dues rieres més, la de Pomar i la de Montalegre, que tenen el seu naixement a la serralada de Marina. Rep el seu nom de la masia de can Canyadó, situada molt pròxima al curs de la riera. El seu recorregut és de poc més d'un quilòmetre, de l'aiguabarreig a la desembocadura, que actualment no és a la mar sinó al col·lector interceptor subterrani ran de mar que porta l'aigua a la depuradora del Besòs.

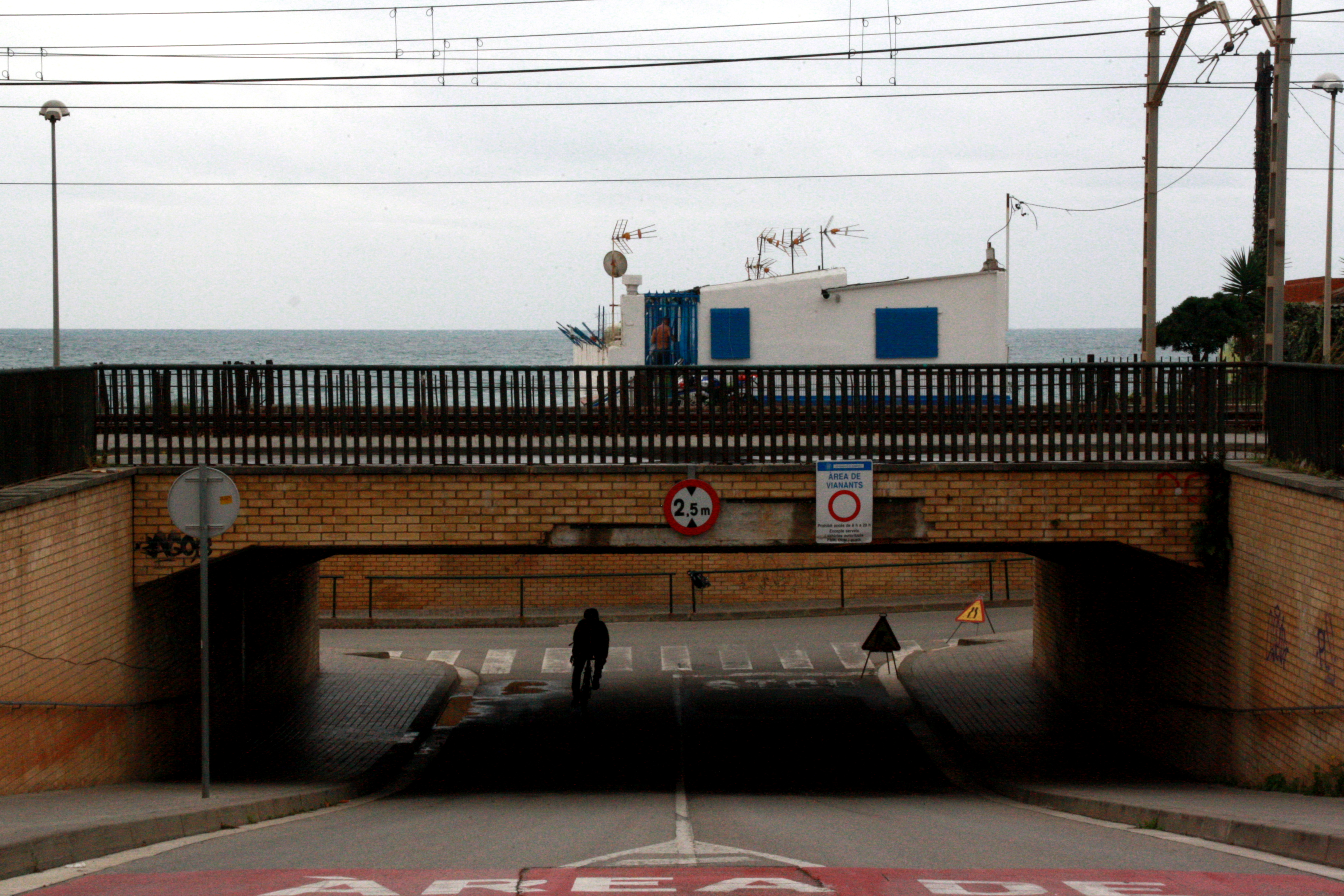
Tram final de la riera de Canyadó

La riera va exercir des d'antic com a camí d'accés des de la plana marítima vers la muntanya i el veïnat rural de Pomar, estava controlada amb murs i plàtans i altra vegetació. Durant molts anys va ser un tall en la trama urbana, entre Bufalà i Morera, i presentava un estat de degradació i abandonament. Actualment està canalitzada i un dels seus trams es troba integrat en un parc municipal. El seu darrer tram, entre l'autopista C-31 i la N-II està totalment urbanitzada. Les obres començaren el 1998 i acabaren el 1999, i comportaren la reordenació de la zona, sota un projecte d'Isabel Bennassar Félix. Com un carrer més integrat a la ciutat, apareix al nomenclàtor municipal.